# Cogito ergo sum

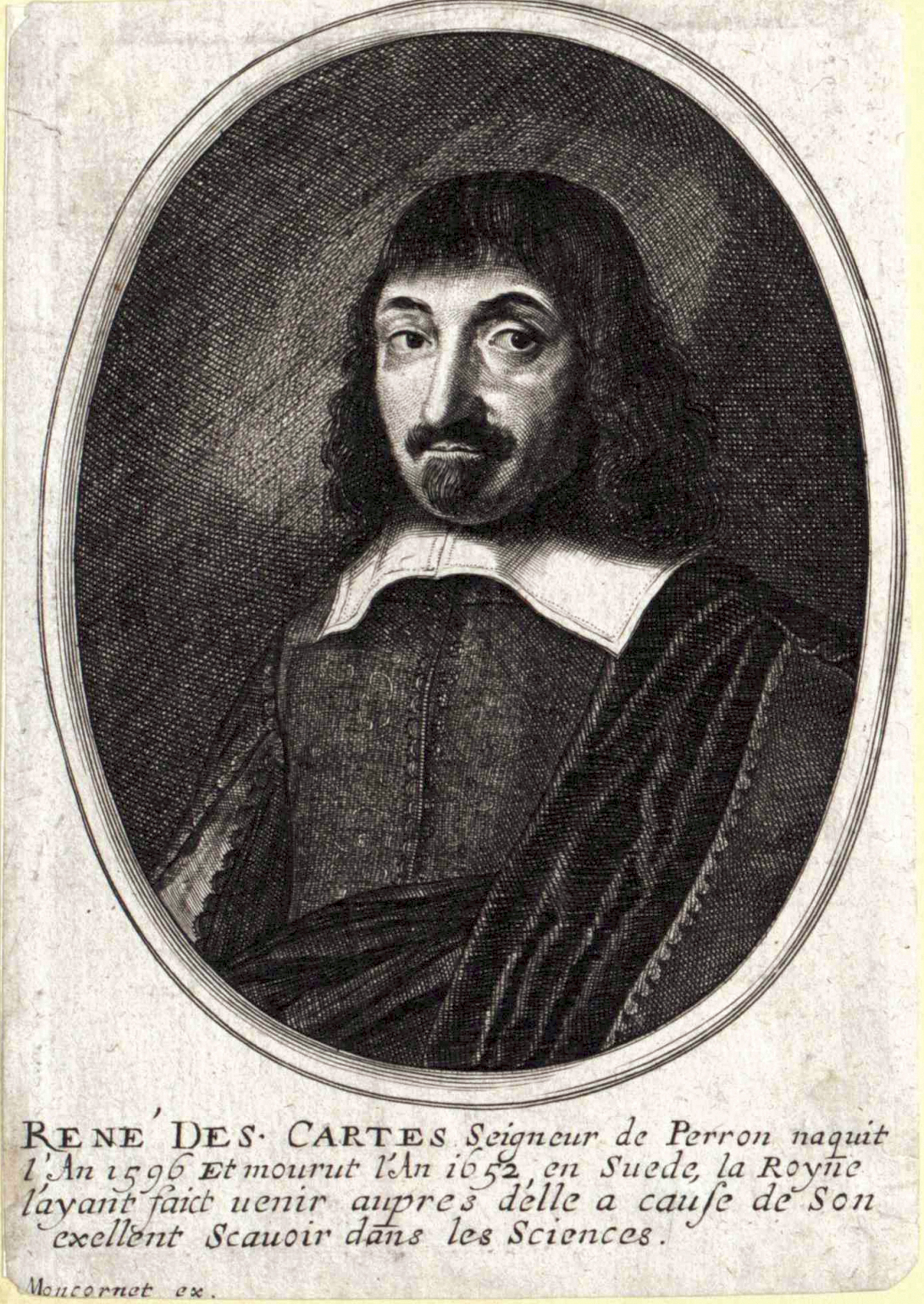
René Descartes

Cogito ergo sum (eigentlich ego cogito, ergo sum, „Ich denke, also bin ich“) ist der erste Grundsatz des Philosophen René Descartes, den er nach radikalen Zweifeln an der eigenen Erkenntnisfähigkeit als nicht weiter kritisierbares Fundament (lateinisch fundamentum inconcussum, „unerschütterliches Fundament“) in seinem Werk Meditationes de prima philosophia (1641) formuliert und methodisch begründet: „Da es ja immer noch ich bin, der zweifelt, kann ich an diesem Ich, selbst wenn es träumt oder phantasiert, selber nicht mehr zweifeln.“ Von diesem Fundament aus versucht Descartes dann, die Erkenntnisfähigkeit wiederaufzubauen.

## Herkunft der Formulierung
Descartes hat die meisten seiner Werke in Latein verfasst, einzelne schrieb er jedoch auf Französisch, wodurch sie auch für Laien zugänglich waren. In einem davon, dem Discours de la méthode (Teil IV), schreibt Descartes 1637:

„Nun hatte ich beobachtet, daß in dem Satz: ‚Ich denke, also bin ich.‘ (französisch «Je pense, donc je suis») überhaupt nur dies mir die Gewißheit gibt, die Wahrheit zu sagen, daß ich klar einsehe, daß man, um zu denken, sein muss.“

Im Jahr 1641 schreibt Descartes in seinen Meditationen über die Grundlagen der Philosophie über einen möglichen bösartigen Dämon, durch den Sinne und Wahrnehmung getäuscht werden könnten:

„Nun, wenn er mich auch täuscht, so ist es also unzweifelhaft, daß ich bin. Er täusche mich, so viel er kann, niemals wird er jedoch fertigbringen, daß ich nichts bin, so lange ich denke, daß ich etwas sei. Und so komme ich, nachdem ich nun alles mehr als genug hin und her erwogen habe, schließlich zu der Feststellung, daß dieser Satz: ‚Ich bin, ich existiere‘ (lateinisch ego sum, ego existo), so oft ich ihn ausspreche oder in Gedanken fasse, notwendig wahr ist.“

Später (1644) fasst Descartes seine Erkenntnis in den Prinzipien der Philosophie mit der lateinischen Formulierung „ego cogito, ergo sum“ zusammen. Die Textstelle in deutscher Übersetzung:

„Indem wir so alles nur irgend Zweifelhafte zurückweisen und für falsch gelten lassen, können wir leicht annehmen, dass es keinen Gott, keinen Himmel, keinen Körper gibt; dass wir selbst weder Hände noch Füße, überhaupt keinen Körper haben; aber wir können nicht annehmen, dass wir, die wir solches denken, nichts sind; denn es ist ein Widerspruch, dass das, was denkt, in dem Zeitpunkt, wo es denkt, nicht bestehe. Deshalb ist die Erkenntnis: »Ich denke, also bin ich,« (lateinisch: ego cogito, ergo sum) von allen die erste und gewisseste, welche bei einem ordnungsmäßigen Philosophieren hervortritt.“

Die bis heute oft zitierte Formulierung „cogito, ergo sum“ stammt aus einer Verkürzung des lateinischen „ego cogito, ergo sum“ aus den Principia philosophiae. Im Discours de la méthode ist jedoch das berühmte französische «Je pense, donc je suis» zu finden, welches der eben genannten lateinischen Fassung vorausging und dieselbe Bedeutung hat.
Vor Descartes hatte bereits Augustinus in seinem Gottesstaat (XI, 26) mit der unmittelbaren Selbstgegebenheit des Denkenden argumentiert:

“Si enim fallor, sum. Nam qui non est, utique nec falli potest. Ac per hoc sum, si fallor. Quia ergo sum, si fallor, quomodo esse me fallor, quando certum est me esse, si fallor?”

„Selbst wenn ich mich täusche, bin ich. Denn wer nicht ist, kann sich auch nicht täuschen. Und demnach bin ich, wenn ich mich täusche. Weil ich also bin, wenn ich mich täusche, wie sollte ich mich über mein Sein täuschen, da es doch gewiss ist, dass ich bin, gerade wenn ich mich täusche?“

Gómez Pereira formulierte in seinem Werk Antoniana Margaritavon 1554 einen Satz, der Descartes’ „Cogito, ergo sum“ ähnelt: „Nosco me aliquid noscere: at quidquid noscit, est: ergo ego sum“ („Ich weiß, dass ich etwas weiß: aber was auch immer weiß, existiert: also bin ich“).

## Rezeption
Immanuel Kant betrachtet die Schlussfolgerung „Ich denke, also bin ich“ als problematisch, insbesondere in Bezug auf die Annahme, dass Existenz aus dem Denken abgeleitet werden kann. Kant argumentiert, dass diese Schlussfolgerung die Existenz des Subjekts voraussetzt und somit keinen echten Beweis für das Sein darstellt.
Non cogitant, ergo non sunt. (Sie denken nicht, also existieren sie nicht) Georg Christoph Lichtenberg, in: Sudelbücher [J 379] (vor 1800).
Friedrich Nietzsche kritisiert in Jenseits von Gut und Böse Descartes’ „Cogito, ergo sum“, indem er die Annahme hinterfragt, dass es ein bewusstes, denkendes Subjekt gibt, das als Grundlage für die Existenz dient. Nietzsche argumentiert, dass das Konzept des „Ich“ als denkende Substanz eine Illusion ist, die durch sprachliche und grammatikalische Strukturen erzeugt wird. Er schlägt vor, dass das Denken nicht notwendigerweise einem bewussten Subjekt zugeschrieben werden muss, sondern eher als ein Prozess ohne festes Subjekt verstanden werden kann. Diese Kritik ist Teil von Nietzsches breiterer Ablehnung der traditionellen metaphysischen Annahmen über Substanz und Identität.
Edmund Husserl, der Begründer der Phänomenologie, sah das „Cogito“ als Ausgangspunkt für eine tiefere Untersuchung des Bewusstseins. In seinen Cartesianische Meditationen entwickelt er die Idee der Epoché, die das Urteil über die Existenz der äußeren Welt aussetzt, und betont die Intentionalität des Bewusstseins. Husserl kritisiert Descartes’ Annahmen über das Subjekt als Substanz und erweitert sie durch seine phänomenologische Methode.
Rudolf Carnap kritisierte Descartes’ „Cogito, ergo sum“ aus einer sprachphilosophischen Perspektive. Er argumentierte, dass der Satz zwei logische Fehler enthalte: Zum einen sei das „Ich bin“ kein reales Prädikat, und zum anderen sei der Übergang von „Ich denke“ zu „Ich existiere“ problematisch, da er die Existenz des Subjekts voraussetzt. Carnaps Analyse hebt die sprachlichen und logischen Herausforderungen hervor, die mit Descartes’ Argument verbunden sind.
Jaakko Hintikka hingegen betrachtete das „Cogito“ nicht als logischen Schluss, sondern als performativen Akt. Er argumentierte, dass die Aussage „Ich denke, also bin ich“ nicht deduktiv ist, sondern die Existenz des Subjekts durch die Handlung des Denkens selbst bestätigt. Hintikkas Ansatz betont die performative Natur des Cogito und dessen Rolle als existenzieller Selbstbeweis.